# Little Sutton (Lincolnshire)
Pour les articles homonymes, voir Sutton.
Little Sutton est une paroisse civile du Lincolnshire, en Angleterre.